# Wyjście awaryjne

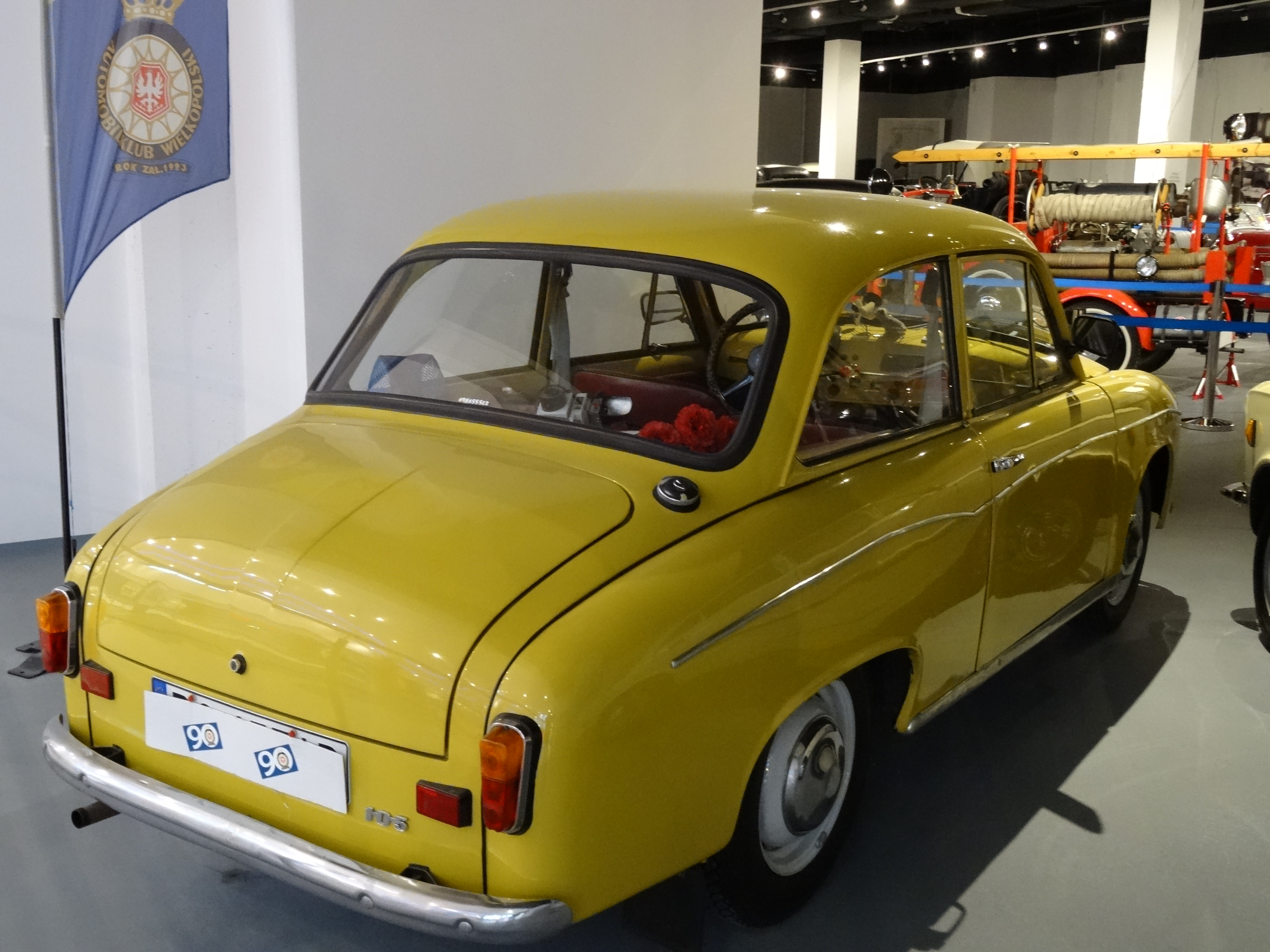
Syrena 105, samochód tego typu prowadzi w filmie pani naczelnik

Wyjście awaryjne – polski film komediowy z 1982 w reżyserii Romana Załuskiego.

## Produkcja
Zdjęcia plenerowe kręcono w następujących lokacjach: Wrocław (Centrum Handlowe Renoma, Rynek Główny, ul. Świdnicka, boisko szkoły podstawowej nr 74 przy ul. Kleczkowskiej, budynek Telewizji Polskiej przy al. Karkonoskiej 8, więzienie przy ul. Świebodzkiej, Dworzec Główny PKP), Kryniczno (kościół i plebania), Prusice (rynek, urząd gminy), Psary (dom i gospodarstwo Kolędów).

## Fabuła
Akcja filmu rozgrywa się w prowincjonalnym miasteczku na początku lat 80. XX wieku. Wśród jego mieszkańców jest rodzina Kolędów. Pani Jadwiga Kolędowa (Bożena Dykiel) jest energicznym naczelnikiem gminy. Jej mąż Władysław (Jerzy Michotek) zajmuje się domową hodowlą kaczek i uprawą kwiatów w szklarni (w tzw. „tunelach”). Ich córka Dorota (Maria Gładkowska) jest niepracującą panną. Intryga zaczyna się w momencie, gdy pani naczelnik dowiaduje się, że ma zostać babcią. Strach przed utratą autorytetu, skandalem obyczajowym i kompromitacją podsuwają jej iście piekielny pomysł – trzeba „kupić” narzeczonego z opłaconym rozwodem. Znalezienie kandydata pozostawia mężowi, którego wyprawia w tym celu ze sporą sumą pieniędzy do Wrocławia. Lawinowy przebieg wypadków obraca się, jak to często w komedii bywa, przeciwko sprawczyni całej intrygi.

## Obsada
- Bożena Dykiel – Jadwiga Kolędowa, naczelnik gminy
- Jerzy Michotek – Władysław Kolęda, mąż Jadwigi
- Maria Gładkowska – Dorota Kolęda, ich córka
- Andrzej Golejewski – Bronisław Sikora „Szklarz”, narzeczony Doroty
- Krzysztof Kowalewski – komendant MO
- Ferdynand Matysik – Maleszko, urzędnik gminy
- Jadwiga Skupnik – Helena Felczerowa, sąsiadka Kolędów
- Zbigniew Buczkowski – „Kalafior”, przyjaciel Bronka
- Bolesław Płotnicki – proboszcz
- Andrzej Bielski – lekarz
- Kazimierz Ostrowicz – petent w urzędzie gminy
- Tadeusz Skorulski – taksówkarz
- Zygmunt Bielawski – aktor w mundurze carskim w telewizyjnej toalecie
- Henryk Hunko – ksiądz, opiekun grupy kleryków
- Ryszard Jabłoński – chłopak mający „walczyć” z Bronkiem o Dorotę
- Ryszard Kotys – portier w akademiku
- Marlena Milwiw – pracownica biura matrymonialnego